# Yeon Sang-ho
Yeon Sang-ho (연상호?; Seul, 25 dicembre 1978) è un regista, sceneggiatore e produttore cinematografico sudcoreano.
È noto per aver diretto lo zombie-movie campione d'incassi Train to Busan e la serie Hellbound.

## Filmografia

### Lungometraggi
- King of Pigs (2011)
- The Fake (2013)
- Train to Busan (2016)
- Seoul Station (2016)
- Psychokinesis (2018)
- Peninsula (2020)
- Jung_E ((정이, Jeong-i) (2023)
- Tre rivelazioni (계시록, Gyesirok) (2025)

### Serie TV
- Kiseiju - La zona grigia (2024)

### Cortometraggi
- Megalomania of D (film d'animazione, 1997)
- D-Day (film d'animazione, 2000)
- The Helly (film d'animazione, 2003)
- The Hell: Two Kinds of Life (film d'animazione, 2006)
- Love Is Protein (film d'animazione, 2008)

## Riconoscimenti
- Festival di Cannes
  - 2016 – Fuori concorso per Train to Busan
  - 2020 – Selezione ufficiale per Peninsula
- Festival di Sitges
  - 2013 – Miglior film d'animazione per The Fake
  - 2016 – Miglior regista per Train to Busan
- Fantasporto
  - 2013 – Miglior sceneggiatura per The Fake